# ウルトラゼロファイト
『ウルトラゼロファイト』は、円谷プロダクションが製作し、『ウルトラマン列伝』内にて、1話3分枠で放送されたアクションドラマである。2012年8月1日 - 9月19日（第57話 - 第64話）に第一部「新たなる力」（全8話）が、2012年12月12日 - 2013年3月27日（第76話 - 第91話）に第二部「輝きのゼロ」（全15話）が放送された。

## 制作
2012年3月24日に公開された映画『ウルトラマンサーガ』以降のウルトラマンゼロの活躍を描く。第一部では、ゼロの2形態へのモードチェンジが初登場する。
放送1週間後には、YouTubeやバンダイチャンネルにて期間限定で全話が無料配信された。また、『新ウルトラマン列伝』で『サーガ』のDC版の分割放送が終了した翌週（2014年2月19日）にはその後日譚的扱いで第一部のDC版が放送され、2014年5月13日・5月20日には第二部のDC版が前後編に分けて放送された。
タイトル画面ではゼロによるタイトルコールが行われるが、第二部ではゼロ以外のキャラクターもタイトルコールを行っている。ウルティメイトフォースゼロやゼロダークネス（ウルトラマンベリアル）が担当した際には、各キャラクター毎に演出が異なる。また、タイトルコール自体が変わることもあり、グレンファイヤーが行った第5話では「今週から、グレンファ――」とさもタイトルが変わったかのように言いかけたところでゼロに訂正され、ジャンボットが行った第9話では「ウルトラジャンファイト！」と言ってすぐに訂正し、ジャンナインが行った第10話ではタイトルコールの後に「ジャンファイト！」と付け足している。
『ウルトラマン列伝』は再放送のような位置づけにはしたくないという意図から、ゼロがナビゲーターを務める新規撮影部分が存在しており、これを強化したものが本作品となる。
BGMには、『ウルトラ銀河伝説外伝 ウルトラマンゼロVSダークロプスゼロ』や『サーガ』など、これまでのゼロ関連の作品のものが流用されている。
撮影には巨大回転台や360度カメラ、品質が向上したプロジェクターが導入された。
若者の成長には友情と挫折と恋が必要だが、ゼロの恋を描くことは却下され、ゼロの青春譚を描く上で、今まで勝ち試合しかやってこなかったゼロが、「闇堕ち」によってウルティメイトフォースゼロたちの死んだことで心が折れ、生まれて初めて経験した挫折と敗北することとなった。
ゼロの精神世界の雨のシーンでは、雨降らしによってゼロのスーツが漏電し、スーツの電飾が光らないというアクシデントが起こったという。

## あらすじ
第一部「新たなる力」
ウルトラマンダイナやウルトラマンコスモスと共に地球【フューチャーアース】の平和を取り戻したウルトラマンゼロは、その際に彼らから得た新たな力について考えるため、怪獣墓場を訪れていた。そんなゼロに対し、かつてフューチャーアースで倒されたバット星人の同族であるバット星人グラシエが、怪獣墓場からさまざまな怪獣たちを蘇らせて襲いかかる。ゼロは激闘の末に怪獣たちの魂を昇天させ、グラシエを倒せば死ぬ運命にあったピグモンを救出したうえでグラシエを倒し、自分の新たな力についての答えも見つける。
第二部「輝きのゼロ」
ゼロを狙う5人の宇宙人集団ダークネスファイブは、グラシエも仕えていた「あのお方」ことベリアルにゼロの命を捧げようと、暗躍を開始する。やがて、ゼロはベリアルの魂に肉体を乗っ取られ、ウルティメイトフォースゼロを全滅させてしまったことに絶望しかけるが、ピグモンの声やウルティメイトフォースゼロの声に新たな光を見い出し、シャイニングウルトラマンゼロへの変身を遂げて周囲の時間を逆転させ、ウルティメイトフォースゼロを復活させる。しかし、それは変身の際に消滅させられたはずのベリアルの復活をも意味していた。

## 登場キャラクター
ウルトラマンゼロの新形態
ストロングコロナゼロ
ルナミラクルゼロ
テクターギア・ヘイトリッド
シャイニングウルトラマンゼロ

### 第一部「新たなる力」
バット星人グラシエと地獄の四獣士
- 触角宇宙人 バット星人グラシエ
- どくろ怪獣 レッドキング
  - EXレッドキング

- フィンディッシュタイプビースト ガルベロス
  - 幻影ストロングコロナゼロ
  - 幻影ルナミラクルゼロ

- 宇宙大怪獣 ベムスター
- 奇獣 ガンQ

### 第二部「輝きのゼロ」
カイザーダークネスとダークネスファイブ
- 暗黒大皇帝 カイザーダークネス
  - 暗黒魔鎧装 アーマードダークネス
  - ゼロダークネス
  - ウルトラマンベリアル

- メフィラス星人・魔導のスライ
- ヒッポリト星人・地獄のジャタール
  - にせウルトラの母

- テンペラー星人・極悪のヴィラニアス
- デスレ星雲人・炎上のデスローグ
- グローザ星系人・氷結のグロッケン

その他の登場怪獣

ファネゴン人
アナザースペースに存在する惑星「ファネゴン」に住む。キングシルバゴンに襲われるが、ゼロに助けられる。
名前の由来は「ファントン星人」と「カネゴン」で、かぶっている布は第一部でゼロが着用していたボロ布の流用。

## キャスト

### 声の出演
第一部「新たなる力」
- ウルトラマンゼロ - 宮野真守
- バット星人グラシエ - 浅沼晋太郎
- グレンファイヤー - 関智一
- ミラーナイト - 緑川光

第二部「輝きのゼロ」
- ウルトラマンゼロ - 宮野真守
- グレンファイヤー - 関智一
- ミラーナイト - 緑川光
- ジャンボット - 神谷浩史
- ジャンナイン - 入野自由
- カイザーダークネス / ゼロダークネス / ウルトラマンベリアル - 小野友樹
- メフィラス星人・魔導のスライ - 安元洋貴
- ヒッポリト星人・地獄のジャタール - 岸哲生
- テンペラー星人・極悪のヴィラニアス - 金子はりい
- デスレ星雲人・炎上のデスローグ - 岡崎聖
- グローザ星系人・氷結のグロッケン - 外島孝一
- にせウルトラの母 - 大谷美紀
- ファネゴン人 - 松木朗

### スーツアクター
第一部「新たなる力」
- ウルトラマンゼロ - 岩田栄慶
- その他 - 寺井大介、福島龍成、常光博武、力丸佳大、石川真之介、丸田聡美

第二部「輝きのゼロ」
- ウルトラマンゼロ、ゼロダークネス - 岩田栄慶
- その他 - 寺井大介、末永博志、福島龍成、力丸佳大、桑原義樹、大村将弘、岡部暁

## スタッフ
共通
- アクション - 岡野弘之
- スチール - 橋本賢司
- 撮影 - 富田伸二
- VE - 山崎大輔
- キャラクターデザイン - 後藤正行
- 特殊造型 - 潤淵隆文、品田冬樹
- 題字 - 岩畑剛一
- 造形電飾 - 伊藤伸朗
- 編集 - 松木朗
- VFX - 豊直康、中山敬太、山本英文、小林敬裕
- カラーグレーディング - 稲川実希、小宮元
- 制作デスク - 澤田智恵
- 制作協力 - 銀座サクラヤ、日本照明、日本映像クリエイティブ、アンダーグラフ、CinemaSoundWorks、ムーンスター、SKIPシティ
- 企画 - 岡崎聖、黒澤桂
- プロデューサー - 金光大輔
- 制作・著作 - 円谷プロダクション

第一部「新たなる力」
- 助監督 - 石井良和、湯本信一、越知靖、池田遼
- 制作進行 - 徳田良平、村山茂樹
- 照明 - 金子康博
- 絵コンテ - 松原朋広
- 造形メンテナンス - 山部拓也、杉山桂太、亀田義郎
- 効果 - 足木淳一郎
- 脚本 - 小林雄次
- 監督 - おかひでき

第二部「輝きのゼロ」
- 助監督 - 石井良和、小村孝裕、池田遼、徳田良平、井野元大輔、鎌田隆裕
- 撮影助手 - 井手上千夏、岡村浩代、酒巻徹、田畑栞
- 照明 - 櫻井雅章、小笠原篤志
- 照明助手 - 五十嵐孝文、泉谷しげる、朝井功
- 美術 - 和田洋、松田香代子
- セット付大道具 - 田島秀朗
- 美術応援 - 萱谷恵子
- 特殊造型 - 潤淵隆文、品田冬樹
- 造形電飾 - 伊藤伸朗
- 造形メンテナンス - 山部拓也、亀田義郎
- 編集助手 - 森津永
- 制作進行 - 村山茂樹
- 脚本 - 足木淳一郎
- 監督 - アベユーイチ

## 用語
怪獣墓場
死んだ怪獣たちの魂が流れ着き眠る場所。ゼロとバット星人グラシエの戦いの舞台となった。詳細はリンク先を参照。
地獄の四獣士（）
バット星人グラシエがゼロと戦わせるために怪獣墓場から蘇らせた、選りすぐりの強豪怪獣4体の総称。
ダークネスファイブ
バット星人グラシエと同様にカイザーダークネスに仕えてゼロの抹殺を企む宇宙人5人の総称。メンバーはいずれも過去にウルトラ戦士を苦しめた強豪宇宙人の同族であり、目の色が赤くなっている。
マイティベース
アナザースペースにおけるウルティメイトフォースゼロの活動拠点。ゼロたちが光の国の宇宙警備隊本部を模して建造した。惑星エスメラルダの技術協力を受けており、エメラル鉱石が建築素材に使われている。
第一部では、怪獣墓場の上空に存在している。
第二部では、ウルティメイトフォースゼロとダークネスファイブの交戦中に突如現れたゼロダークネスによって破壊されるが、最後はシャイニングウルトラマンゼロの能力で復活する。
極暴タッグ（）
テンペラー星人・極悪のヴィラニアスとタイラントのタッグ名。ゼロからは「だっせぇ名前」「センスがどうかしている」などと笑われる。

## 主題歌
エンディングテーマ「奴らがウルティメイトフォースゼロ!」
作詞 - 岡崎聖 / 作曲・編曲 - 小西貴雄 / 歌 - ボイジャー
第二部第15話（最終話）でのみ使用された。

## 放映リスト
| 話数                 | 登場怪獣 | 列伝放送話           |
| 第一部「新たなる力」 | 第一部「新たなる力」 | 第一部「新たなる力」 |
| -------------------- | --- | -------------------- |
| 第1話                | サドラ グドン テレスドン ベムラー [ 注釈 4 ] バット星人グラシエ レッドキング ガルベロス ガンQ ベムスター | 第57話               |
| 第2話                | バット星人グラシエ レッドキング ガルベロス ガンQ ベムスター EXレッドキング ピグモン | 第58話               |
| 第3話                | バット星人グラシエ EXレッドキング ピグモン ガルベロス | 第59話               |
| 第4話                | ピグモン バット星人グラシエ 幻影ストロングコロナゼロ | 第60話               |
| 第5話                | ピグモン ガルベロス 幻影ストロングコロナゼロ 幻影ルナミラクルゼロ バット星人グラシエ ベムスター ガンQ | 第61話               |
| 第6話                | ピグモン バット星人グラシエ ベムスター ガンQ | 第62話               |
| 第7話                | 第63話 |                      |
| 第8話                | バット星人グラシエ レッドキング ベムスター ガルベロス ガンQ ピグモン | 第64話               |
| 総集編               | サドラ グドン テレスドン ベムラー バット星人グラシエ レッドキング ガルベロス ガンQ ベムスター EXレッドキング ピグモン 幻影ストロングコロナゼロ 幻影ルナミラクルゼロ メフィラス星人・魔導のスライ デスレ星雲人・炎上のデスローグ グローザ星系人・氷結のグロッケン ヒッポリト星人・地獄のジャタール テンペラー星人・極悪のヴィラニアス | 第75話               |
| 第二部「輝きのゼロ」 | |                      |
| 第1話                | バット星人グラシエ メフィラス星人・魔導のスライ デスレ星雲人・炎上のデスローグ グローザ星系人・氷結のグロッケン ヒッポリト星人・地獄のジャタール テンペラー星人・極悪のヴィラニアス アーマードダークネス キングシルバゴン ファネゴン人 にせウルトラの母                                                                              | 第76話               |
| 第2話                | にせウルトラの母 ヒッポリト星人・地獄のジャタール タイラント テンペラー星人・極悪のヴィラニアス | 第77話               |
| 第3話                | テンペラー星人・極悪のヴィラニアス タイラント メフィラス星人・魔導のスライ ピグモン | 第78話               |
| 第4話                | ピグモン メフィラス星人・魔導のスライ テンペラー星人・極悪のヴィラニアス グローザ星系人・氷結のグロッケン デスレ星雲人・炎上のデスローグ タイラント | 第80話               |
| 第5話                | デスレ星雲人・炎上のデスローグ グローザ星系人・氷結のグロッケン テンペラー星人・極悪のヴィラニアス タイラント メフィラス星人・魔導のスライ ピグモン | 第81話               |
| 第6話                | メフィラス星人・魔導のスライ ピグモン グローザ星系人・氷結のグロッケン デスレ星雲人・炎上のデスローグ テンペラー星人・極悪のヴィラニアス タイラント | 第82話               |
| 第7話                | メフィラス星人・魔導のスライ ピグモン アーマードダークネス カイザーダークネス | 第83話               |
| 第8話                | メフィラス星人・魔導のスライ ピグモン カイザーダークネス | 第84話               |
| 第9話                | カイザーダークネス ピグモン メフィラス星人・魔導のスライ グローザ星系人・氷結のグロッケン テンペラー星人・極悪のヴィラニアス デスレ星雲人・炎上のデスローグ タイラント ゼロダークネス | 第85話               |
| 第10話               | ゼロダークネス メフィラス星人・魔導のスライ ピグモン | 第86話               |
| 第11話               | メフィラス星人・魔導のスライ ゼロダークネス デスレ星雲人・炎上のデスローグ グローザ星系人・氷結のグロッケン テンペラー星人・極悪のヴィラニアス タイラント ピグモン | 第87話               |
| 第12話               | ゼロダークネス ウルトラマンベリアル タイラント テンペラー星人・極悪のヴィラニアス メフィラス星人・魔導のスライ グローザ星系人・氷結のグロッケン デスレ星雲人・炎上のデスローグ | 第88話               |
| 第13話               | ゼロダークネス ウルトラマンベリアル タイラント テンペラー星人・極悪のヴィラニアス メフィラス星人・魔導のスライ グローザ星系人・氷結のグロッケン デスレ星雲人・炎上のデスローグ ピグモン | 第89話               |
| 第14話               | ゼロダークネス ウルトラマンベリアル タイラント テンペラー星人・極悪のヴィラニアス メフィラス星人・魔導のスライ グローザ星系人・氷結のグロッケン デスレ星雲人・炎上のデスローグ ピグモン | 第90話               |
| 最終話               | ウルトラマンベリアル タイラント テンペラー星人・極悪のヴィラニアス メフィラス星人・魔導のスライ グローザ星系人・氷結のグロッケン デスレ星雲人・炎上のデスローグ ピグモン | 第91話               |

## 映像ソフト化
セル版DVDは第一部と第二部を全話収録したものを『ウルトラゼロファイト パーフェクトコレクション』として、2013年6月21日に発売された。また、これには「Wディレクターズエディション」として『ウルトラゼロファイト』を再構成・一本化したものも収録されている。
レンタル版はセル版より先行して第一部を2013年2月22日から、第二部は前後編に分け、4月24日と6月21日にそれぞれレンタルが開始された。